# Sundwarda dohertyi
Sundwarda dohertyi är en fjärilsart som beskrevs av Druce 1901. Sundwarda dohertyi ingår i släktet Sundwarda och familjen nattflyn. Inga underarter finns listade i Catalogue of Life.